# 키티 프라이드

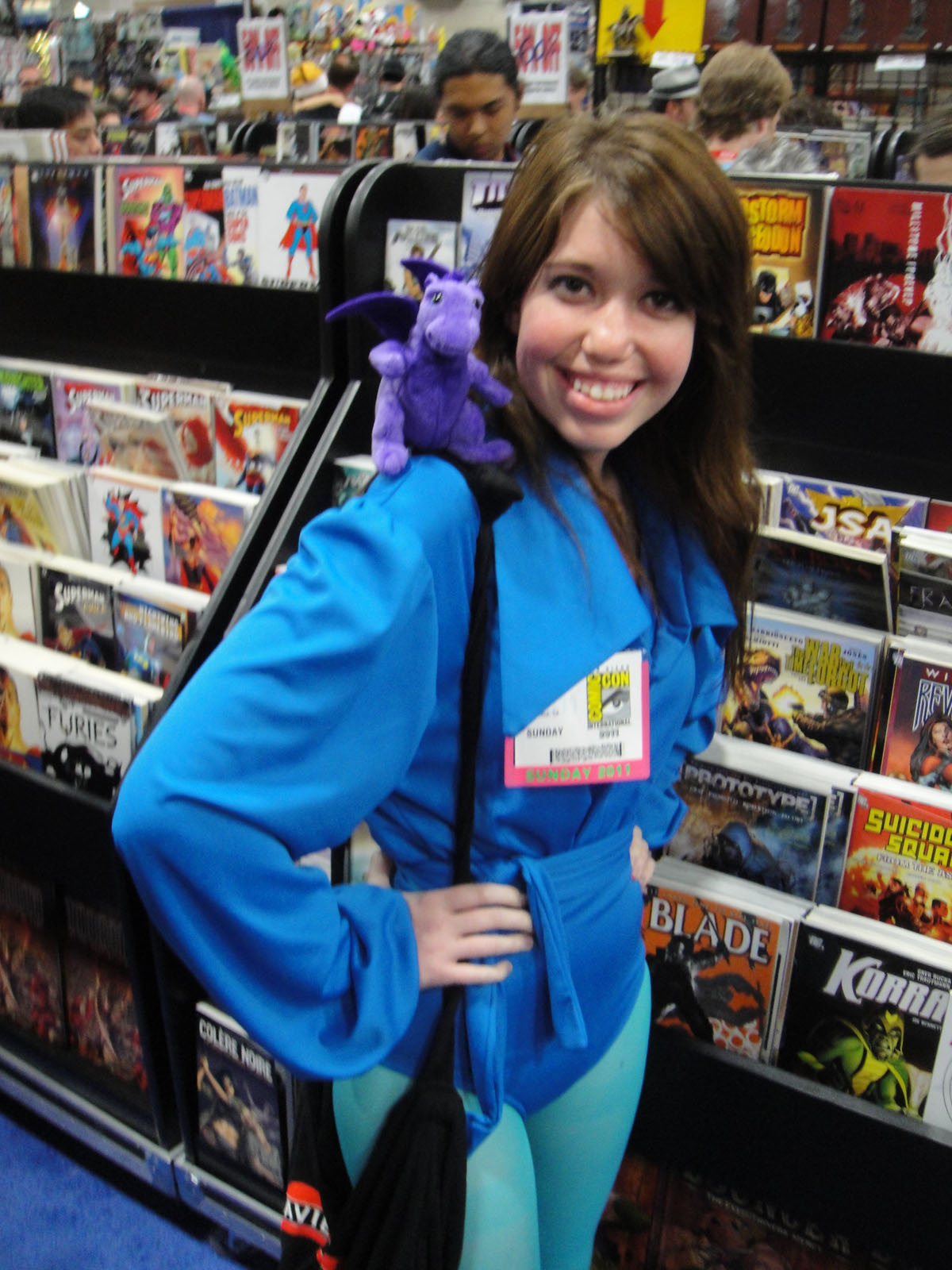

키티 프라이드(Kitty Pryde)는 마블 코믹스 세계관에 등장하는 등장인물이다. 엑스맨의 일원으로, 뮤턴트이다. 작가 크리스 클레어몬트와 화가 겸 공동 작가 존 번에 의해 제작된 그녀는 Uncanny X-Men #129 (1980년 1월)에 첫 등장했다. 사물체를 통과할 수 있는 능력을 가졌다.